# Харос-и-Гусман, Луис де
Луис Мендес де Аро-и-Гусман, 6-й маркиз дель-Карпио, 1-й герцог Монторо и 2-й граф-герцог Оливарес (исп. Luis de Haro y Guzmán; 1603, Вальядолид — 26 ноября 1661, Мадрид) — испанский дворянин, военный и политический деятель.

## Семейное происхождение
Он был крещен 15 марта 1603 года в церкви Сан-Лоренцо в городе Вальядолид, его крестными родителями были Альваро Энрикес де Альманса, 7-й маркиз Альканьес, и Мария де Веласко-и-Сунига, дочь графа Монтеррея. Дата его рождения неизвестна, хотя считается, что это должно было быть всего за несколько дней до крещения. Он был сыном Диего Мендеса де Аро, 5-го маркиза Карпио (ок. 1590—1648), и Франсиски де Гусман, сестры Гаспара де Гусмана-и-Пиментеля, 1-го графа-герцога Оливареса. Хотя он родился в Вальядолиде, семья Карпио владела землей и большей частью своих владений в королевстве Кордова. Влияние семьи по материнской линии — второстепенной ветви семьи Гусман — при дворе дало роду Аро привилегированное положение, в котором он начинал как товарищ по играм того, что позже станет королем Филиппом IV. К тому времени семья Карпио была одной из самых важных в Андалусии и увеличивала свои владения в этом регионе с конца пятнадцатого века. Как преемник двух домов, Луис Мендес де Аро унаследовал обширное поместье.

## Придворный без политической власти
Он был непосредственным свидетелем знаменитого убийства графа Вильямедиана 21 августа 1622 года, когда он сопровождал его в своей карете, когда тот был убит. Несмотря на то, что он был племянником графа-герцога Оливареса, его отношения с ним не были хорошими с 1624 года, когда единственная дочь валидо вышла замуж за маркиза де Тораля, брак, который вызвал неудовольствие Карпио. Враждебность графа-герцога к своему племяннику компенсировалась постоянной симпатией к нему короля. Пока он не достиг вершины власти в начале 1640-х годов, он не занимал должностей, которые не были придворными, за исключением успешного собрания кортесов Валенсии в 1626 году. Его выступление на этом заседании, на котором он получил скромный, но неожиданный вклад от королевства, вызвало недовольство его дяди, хотя он оставил хорошую память своим твердым и учтивым поведением. Однако он был постоянным спутником монарха в качестве члена его окружения. Он не имел, напротив, политического веса из-за маргинализации, которой подверг его дядя граф-герцог.
Он лишь воспользовался этим с опозданием, в сентябре 1641 года, чтобы доставить в Мадрид герцога-изменника Медина-Сидония, которого приказали отравить, если он не согласится выехать на суд. Умелое управление Луиса де Аро обеспокоило графа-герцога, так как он затмил его в своем регионе. Миссия в Андалусии ознаменовала политическое появление Аро накануне падения Оливареса.

## Валидо
Он сделал карьеру при испанском дворе во время поддержки своего дяди, 1-го графа-герцога Оливареса, которого он сменил как фаворит короля Филиппа IV, когда тот был изгнан в 1643 году, будучи его главным кабальеро с 1648 года. В том же году он унаследовал титул маркиза дель Карпио, когда умер его отец, а вместе с ним и огромный набор владений. В свое время он сделал семейные владения в Кордове величайшим поместьем этого королевства. Он также был графом-герцогом Оливаресом и, следовательно, грандом Испании после смерти своего дяди в 1645 году, но продолжал скромно называть его «сеньор дон Луис». В 1660 году он также стал 1-м герцогом Монторо.
Пятнадцатилетний политический остракизм, которому подверг его 1-й граф-герцог Оливарес, был парадоксальным преимуществом: когда он впал в немилость, Аро оказался в очень выгодном положении, в положении человека, близкого к семье низложенного валидо и в то же время не слишком связанный с его режимом и приемлемый для других придворных клик. Его положение было положением посредника между сторонниками и врагами графа-герцога Оливареса, который осторожно расправлялся с обоими в течение его долгих лет, не занимая политических постов, но никогда не оставляя близости с монархом. Он выбрал его как валидо за его способность избежать конфронтации между соперничающими дворцовыми группами в то время, когда латиноамериканская монархия находилась в серьёзном затруднении. Когда Аро пришел к власти, Испания вела войны во Фландрии и Италии, происходили восстания в Каталонии и Португалии, к которым позже добавились восстания на Сицилии и Неаполе в 1647 году и восстание герцога Ихара в 1648 году.
Кризис 1647—1648 годов устранил всякую возможность проведения далеко идущих реформ или перехода к более авторитарному стилю правления, как у Лермы и Оливареса. Его стиль валидо был совсем иным: несмотря на большие политические амбиции Луиса Мендеса де Аро, он сохранял вид сдержанного придворного, поддерживающего, а не заменяющего короля, тщательно избегая любого изображения королевского подражания и повторения сурового стиля оливковых рощ. Ещё одним аспектом, в котором он отличался от своего предшественника на этом посту, было то, что Аро был ценным путешественником, солдатом и переговорщиком. Его отношение было скромным; он был учтив, смирен и благоразумен, в отличие от валидо, которые им предшествовали. Признаком этой кажущейся скромности является нехватка его портретов: не сохранилось ни одной картины маслом, изображающей его, а все шесть существующих анонимны. Скромность Луиса Мендеса де Аро и его настойчивое стремление всегда действовать как простой агент королевской власти не мешали ему вести себя лично и пунктуально авторитарно в финансовых и военных вопросах, в моменты, когда он больше всего напоминал своего дядю и Лерма. Недолгий опыт 1626 года, однако, убедил его в целесообразности вести как можно больше прямых дел с подданными для получения концессий, что впоследствии отразилось в его многочисленных поездках. К ним относятся ежегодные визиты в Сарагосу и Лериду во время каталонских кампаний 1642—1646 годов; визиты в Кордову, Севилью и Кадис осенью 1645 года и зимой 1646 года; поездки в Памплону и Сарагосу в марте и ноябре 1646 года; переводы на португальский фронт в Мериде и Бадахосе в августе 1658 года и январе 1659 года; и в Ирун с июля по ноябрь 1659 года и с мая по июнь 1660 года, чтобы иметь дело с Францией.
Его главная цель состояла в том, чтобы остановить королевскую дискредитацию и восстановить власть монарха, насколько это возможно, в то время, когда только Пиренейский полуостров уже был разделен на три части. Одной из мер, принятых в этом смысле, были поездки Луиса Мендеса де Аро, как в одиночку, так и в сопровождении Филиппа IV, которые начались в 1642 году с посещения Сарагосы.
Тремя его главными политическими и военными триумфами были взятие Лериды в 1644 году, Барселоны в 1652 году и умиротворение Андалусии в том же году. Напротив, 1647-1648 годы были одним из худших в его правлении: к существовавшим войнам в Португалии и Каталонии добавились мятежи в Южной Италии, сорванный заговор герцога Ихара и вторая приостановка выплат правления (1647 г.). Летом 1658 года он принял на себя командование военными операциями против Португалии и сумел снять португальскую осаду Бадахоса.
Он никогда не имел такого же влияния и контроля, как его дядя, в основном потому, что король Испании Филипп IV также доверял монахине Марии Агредской. Она убедила короля отменить статус валидо.
Луис де Аро был главным испанским переговорщиком по Пиренейскому договору на Острове Фазанов в 1659 году. Ему не удалось избежать ни отрицательного результата, ни антииспанского союза с Оливером Кромвелем. Договор сопровождался браком между королем Франции Людовиком XIV и Марией Терезой Австрийской. Луис де Аро исполнял роль договаривающейся стороны в браке по доверенности, который состоялся в Фуэнтеррабии 3 июня 1660 года.
Его главным успехом была победа над восстанием со стороны Каталонии и восстановление Барселоны в 1652 году. Война в Португалии, напротив, потерпела полный провал. Луис де Аро лично командовал испанскими войсками в сражении на линиях Элваша в 1659 году, закончившейся полным поражением.
Он умер в Мадриде 16 ноября 1661 года.
Портрет Луиса де Аро, написанный в полный рост Хуаном Карреньо де Мирандой, хранится в музее Жакмар-Андре в Париже.

## Брак и потомство
Он женился в Барселоне 26 апреля 1625 года на Каталине Фернандес де Кордова-и-Арагон (26 апреля 1610 года — 19 ноября 1647 года), младшей дочери Энрике де Кордова Кардона-и-Арагона, 5-го герцога Сегорбе и 6-го герцога Кардона (1588—1640), и Каталины Фернандес де Кордовы и Фигероа (1589—1646). У супругов было шестеро детей:
- Гаспар Мендес де Аро (1 июня 1629 — 16 ноября 1687), его старший сын и преемник, 7-й маркиз дель Карпио (1661) и вице-король Неаполя (1683—1687).
- Хуан Доминго де Суньига и Фонсека (25 ноября 1640 — 2 февраля 1716), граф-консорт Монтеррей, губернатор Габсбургских Нидерландов (1670—1675) и вице-король Каталонии (1677—1678)
- Франсиско Мануэль Мендес де Аро (1647—1653)
- Антония Мендес де Аро, замужем с 1658 года за Гаспаром Хуаном Пересом де Гусманом, 10-м герцогом Медина-Сидония (1630—1667)
- Мануэла Мендес де Аро, замужем за Гаспаром Вигилом де Киньонес Алонсо Пиментель-и-Бенавидесом, 10-м графом де Луна
- Мария Фернандес-Мендес де Аро (4 октября 1644 — 10 февраля 1693), замужем с 1666 года за Грегорио де Сильва-и-Мендоса, 5-м герцогом Пастрана (1649—1693).